# Sồi Hòn Bà
Sồi Hòn Bà  (danh pháp: Lithocarpus honbaensis) là một loài thực vật có hoa trong họ Cử. Loài này được A.Camus miêu tả khoa học đầu tiên năm 1935.